# خلط سینه
خلط ماده لزج و چسبنده‌ای است که از ریه و مجاری تنفسی معمولاً با سرفه خارج می‌شود. در بیماریهایی مانند برونشیت مزمن، پنومونی و سل خلط بیشتر دیده می‌شود. بررسی خلط زیر میکروسکوپ یا کشت آن گاه در تشخیص بیماری‌ها و یا آنتی بیوتیک مؤثر بر آن کمک کننده‌است.
خلط خونی یا هموپتزی در برخی از بیماریها مانند نایژه‌فراخی، سرطان ریه، عفونت‌ها مانند بیماری سل، برونشیت و سینه‌پهلو مشاهده می‌شود.